# Ordre de la Couronne de fer
Pour les articles homonymes, voir Ordre de la Couronne, Couronne de Fer et Ordre de la Couronne de fer (Autriche).
L'ordre de la Couronne de fer est un ordre honorifique fondé le 5 juin 1805 à Milan par Napoléon Ier, agissant en tant que roi du royaume d'Italie (1805-1814), sur le modèle de la Légion d'honneur.

## Signification symbolique de la Couronne de fer
La Couronne de fer, selon la tradition, contient le long de sa surface intérieure un cercle de fer obtenu à partir l'un des clous utilisés lors de la Crucifixion du Christ, d'où le nom de la Couronne de fer. Le clou, par la suite, avait été introduit en Italie par sainte Hélène, mère de l'empereur Constantin, qui s'était distingué lui-même à plusieurs reprises non seulement comme un fervent chrétien, mais aussi comme un chercheur de grandes reliques (il avait également trouvé la Sainte-Croix).

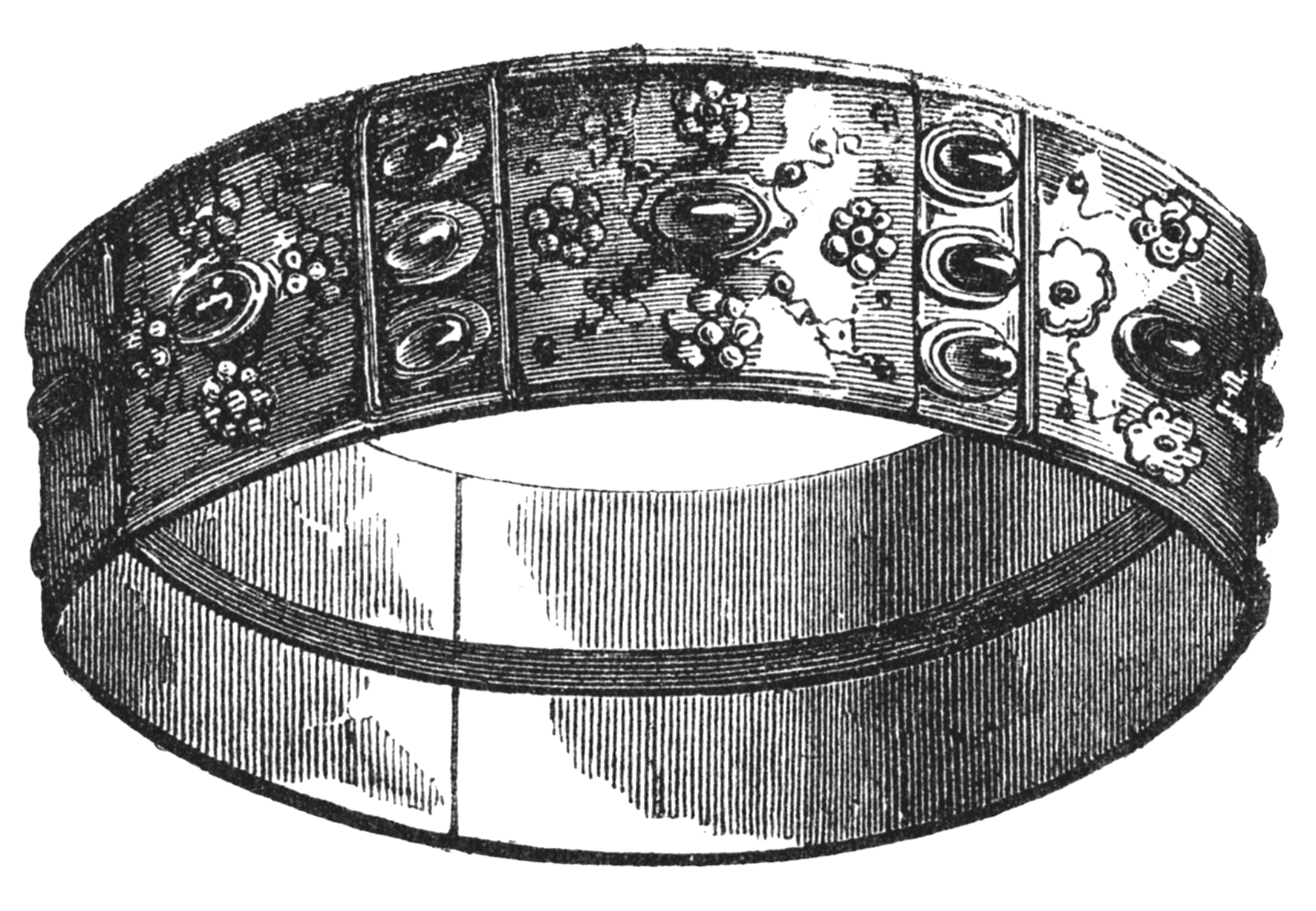
Couronne de fer de Lombardie,
utilisée pour le couronnement de Napoléon
roi d'Italie.
Cette couronne se trouve au dôme de Monza.

La couronne fut donnée par Théodelinde de Bavière, princesse lombarde, à la cathédrale de Monza, où elle est conservée. Elle fut utilisée pour le couronnement de Charlemagne comme roi du trône de Lombardie en 774, puis par les empereurs du Saint-Empire romain germanique, héritiers de cette tradition.
Après une conquête territoriale de la péninsule italienne comparable à celle de l'empereur d'Occident et comme un geste symbolique, Napoléon se fit couronner de la relique roi d'Italie le 26 mai 1805. La Révolution française, dans ses idéaux d'égalité et de fraternité, avait aboli tous les ordres de chevalerie typiques de l'Ancien Régime et tous les honneurs attribués pour mérite par les rois de France. Dans l'intention de récompenser les valeureux soldats qui s'étaient battus en Italie et plus précisément dans la République italienne (et avant elle, la Cisalpine), Napoléon institua l'ordre de la Couronne de Fer, sur le modèle de la Légion d'honneur.

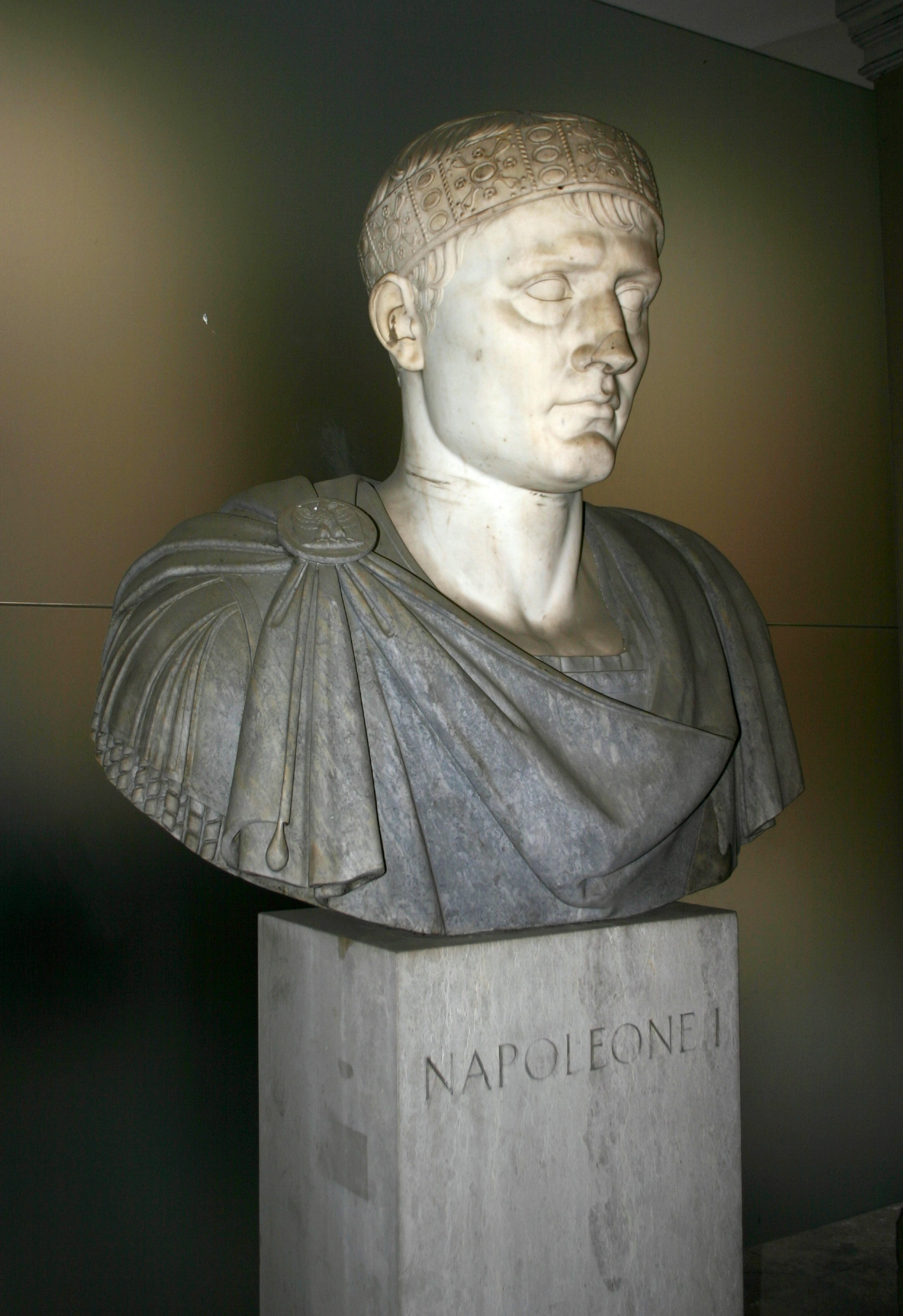
Buste de portant la Couronne de fer de Lombardie, Museo del Risorgimento (Milan).

Le lien sacramental de la couronne de fer est un symbole de la consécration royale de droit divin. Elle conférait un pouvoir particulier émanant des sacres séculaires opérés par cette couronne, et avec l'approbation du pape, qui légitimait une prise de possession réelle de la Lombardie à son porteur. Ce sera l'une des raisons de son usage par Napoléon, les empereurs d'Autriche et enfin les derniers rois d'Italie qui en feront une couronne nationale.
Lors de la campagne d'Italie de 1859, la Couronne de fer fut préservée par l'empereur François-Joseph Ier à Vienne. Son retour en Italie, en 1866, coïncide avec la souveraineté de la maison de Savoie sur l'Italie (à l'exception du Latium et de Rome, conquis seulement en 1870) et la cession par l'empire d'Autriche de la Vénétie à l’État unitaire italien.

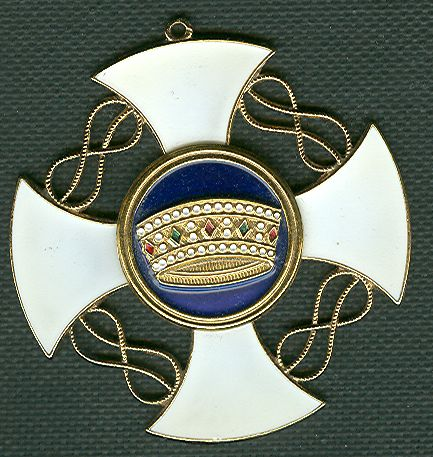
Croix de commandeur de l'ordre de la Couronne d'Italie créé par Victor-Emmanuel II : on trouve au centre une représentation de la couronne de fer.

C'est la Couronne de fer qui sera le symbole constitutif du nouvel ordre de chevalerie, en l'occurrence l'ordre de la Couronne d'Italie, institué par Victor-Emmanuel II (ordre conçu comme successeur de la Couronne de fer napoléonienne, continué en outre par les empereurs autrichiens jusqu'en 1918 au titre de leurs revendications sur leurs anciennes possessions italiennes).

## Création de l'Ordre
« Afin d'assurer, par des témoignages d'honneur, une digne récompense aux services rendus à la couronne, tant dans la carrière des armes que dans celle de l'administration, de la magistrature, des lettres et des arts, », Napoléon Ier roi d'Italie  (couronné le 26 mai sous « le Duomo de Milan »), institue, par le statut constitutionnel du 5 juin 1805, « un ordre sous la dénomination d'Ordre de la Couronne de Fer ».
Le VIII précise que : « Les Rois d'Italie seront grands maîtres de cet Ordre. Néanmoins, l'empereur et roi Napoléon, en sa qualité de fondateur, en conservera, sa vie durant, le titre et les fonctions, dont ils ne jouiront qu'après lui ».
L'ordre tient son nom de l'antique Couronne de fer de Lombardie, reliquaire, puisque le cercle de fer qui se trouve en son sein est réputé avoir été forgé à partir d'un des clous de la Passion, prélevé de la Vraie Croix sur laquelle a été crucifié Jésus-Christ. Elle est l'un des plus forts symboles de la royauté italienne depuis le Moyen Âge

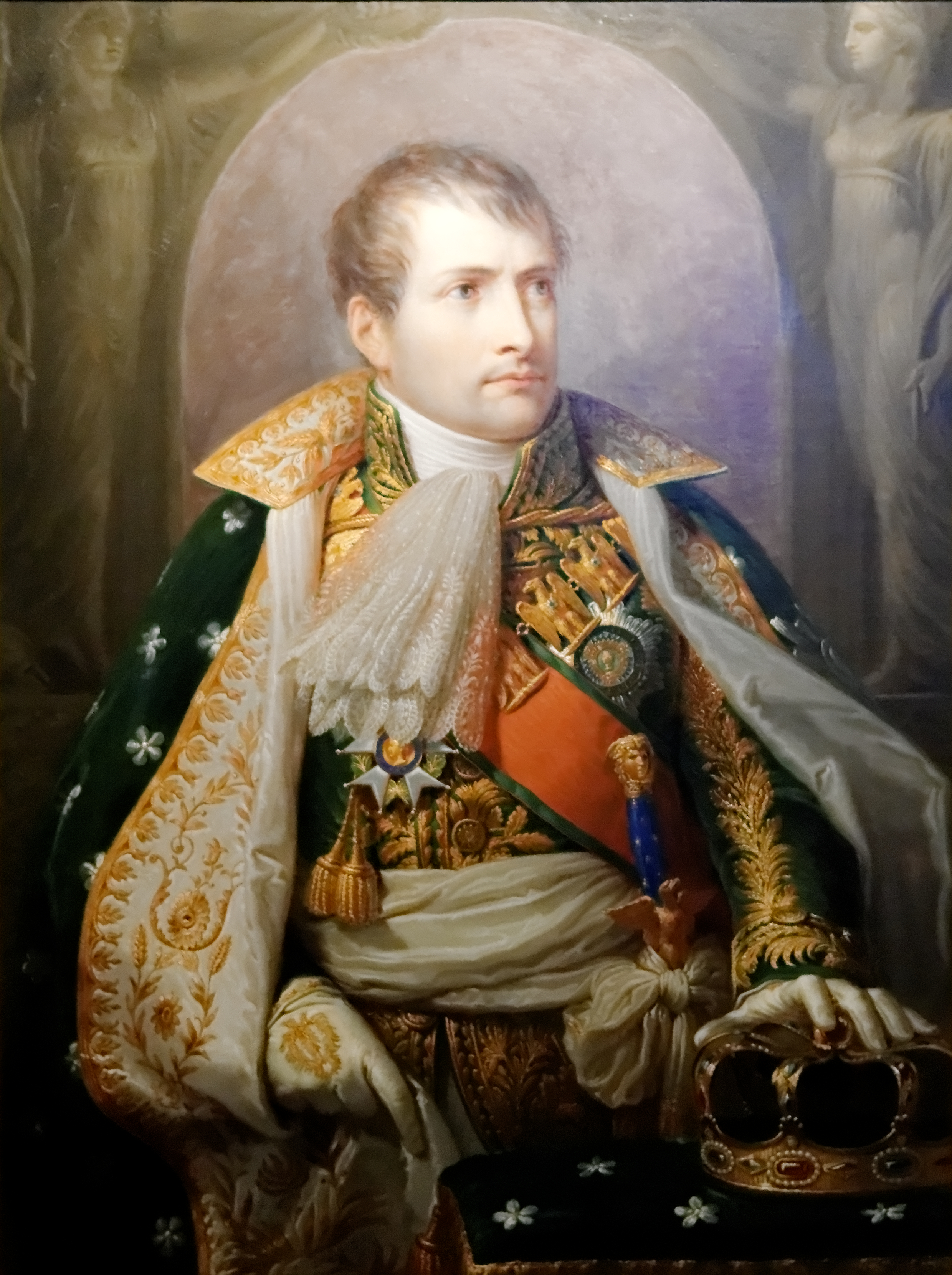
Napoléon roi d'Italie, Andrea Appiani (1805), avec l'écharpe et la plaque de l'ordre.
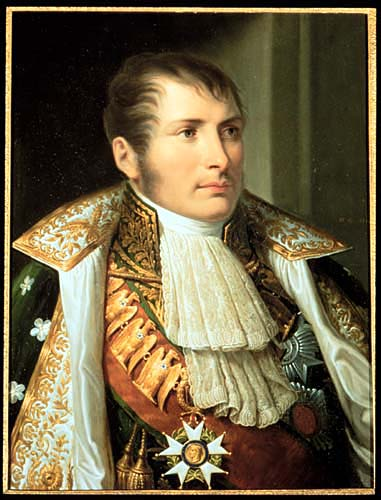
Eugène de Beauharnais, vice-roi d'Italie, Andrea Appiani (1810), avec l'écharpe et la plaque de l'Ordre.
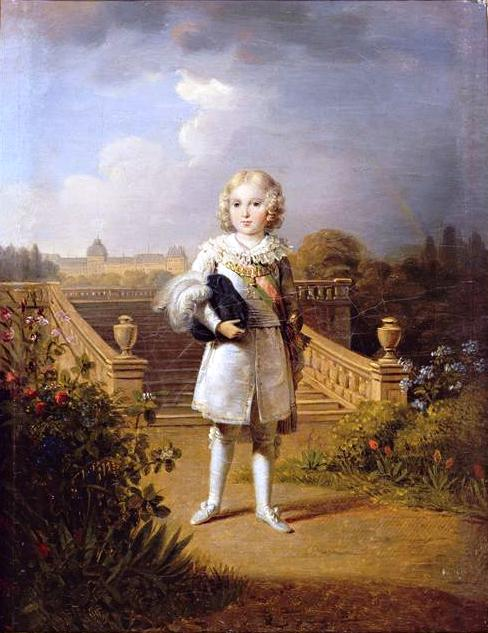
Le Roi de Rome dans le jardin des Tuileries, Georges Rouget, avec l'écharpe de l'ordre.

## Administration et organisation
Le grand conseil d'administration de l'ordre est composé des grands dignitaires et présidé par le grand maître. Tandis qu’un chancelier et un trésorier de l'ordre sont choisis parmi les dignitaires, un maître de cérémonies l'est parmi les commandeurs et deux aides de cérémonies parmi les chevaliers.
Ferdinando Marescalchi (ministre des Relations extérieures) est fait grand chancelier de l'ordre et Antonio Aldini (ministre d'État), trésorier.
L'ordre a été initialement réparti en trois catégories . L'institution sera composée, au plus, de :
- 20 dignitaires, grands-croix ;
- 100 commandeurs ;
- 500 chevaliers.

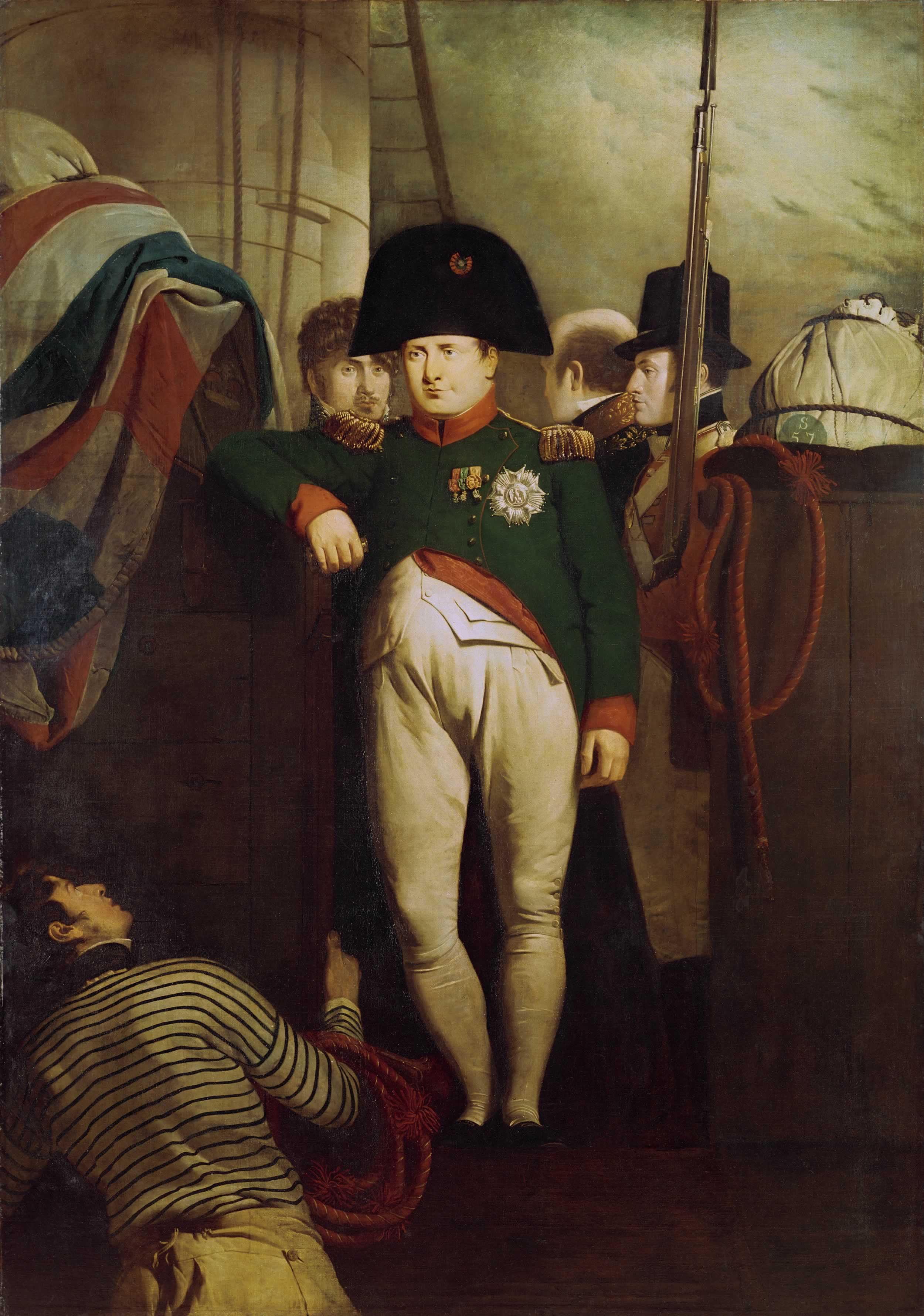
Charles Lock Eastlake, Napoleon on the, 1816.
Il s'agit d'une des rares représentations de l'Empereur où celui-ci porte les décorations des trois ordres dont il est le grand maître : Légion d'honneur, ordre de la Réunion et ordre de la Couronne de fer.

Lors de la création, l'Empereur tint à ce que « deux cents places de chevaliers, vingt-cinq de commandeurs et cinq de dignitaires, soient affectées spécialement, pour la première formation, aux officiers et soldats français qui ont pris une part glorieuse aux batailles dont le succès a le plus contribué à la formation du royaume. » Le prince de la maison du grand-maître, les princes des maisons étrangères et les autres étrangers auxquels les décorations de l'ordre seront accordées, ne comptent pas dans ce contingent.
Par décret impérial du 19 novembre 1807, quinze dignitaires, cinquante commandeurs et trois cents chevaliers sont ajoutés au nombre des membres de l'ordre de la Couronne de fer
C'est le grand-maître qui nomme à toutes les places de l'ordre : les commandeurs sont choisis parmi les chevaliers, et les dignitaires parmi les commandeurs (en conséquence, et pour la première formation, tous les membres de l'ordre furent nommés chevaliers).
Chaque année, au jour de l'Ascension, les places vacantes sont pourvues. Tous les chevaliers, commandeurs et dignitaires se réuniront ledit jour en chapitre général dans l'église métropolitaine de Milan. Les nouveaux chevaliers y prêtent serment et il est procédé à leur réception, conformément au cérémonial qui est réglé.
Les membres de l'ordre jouissent d'un traitement annuel :
- 3 000 livres pour les dignitaires ;
- 700 livres pour les commandeurs ;
- 300 livres pour les chevaliers.

Cette pension est prélevée du fonds constitué par la dotation de l'ordre sur le Monte Napoleone (it), d'un revenu de 400 000 livres de Milan. Il est en outre réservé sur le revenu de cette dotation une somme annuelle de 100 000 livres pour les pensions extraordinaires que le grand-maître juge à propos d'accorder à des chevaliers, commandeurs ou dignitaires (ces pensions sont à vie).

## Insigne et ruban
La décoration de l'Ordre avait été décidée statutairement par le décret de 1805 : 

« La décoration de l'ordre consistera dans la représentation de la couronne lombarde, autour de laquelle seront écrits ces mots : « Dieu me l'a donnée, gare à qui y touchera. »
Cette décoration sera suspendue à un ruban de couleur orange, avec lisière verte. »

L'insigne consistait en une médaille où l'aigle napoléonien est posé au-dessus de la Couronne de Fer, sur laquelle était inscrite la devise « Dieu me l'a donnée, gare à qui la touchera » (en français ou en italien selon la nationalité du récipiendaire), (reprenant la célèbre phrase prononcée par Napoléon lui-même lors de son sacre à Milan). La Couronne de fer, était surmontée de six pointes, dont le centre, d'émail bleu, arborait le profil de Napoléon en or.
Les pointes de la couronne furent plus tard pommetées.
Cette décoration était suspendue à un ruban, dans « sa version française », « orange liseré de vert ». La couleur correspond symboliquement à l'or impérial, qui a été adopté par la version autrichienne.

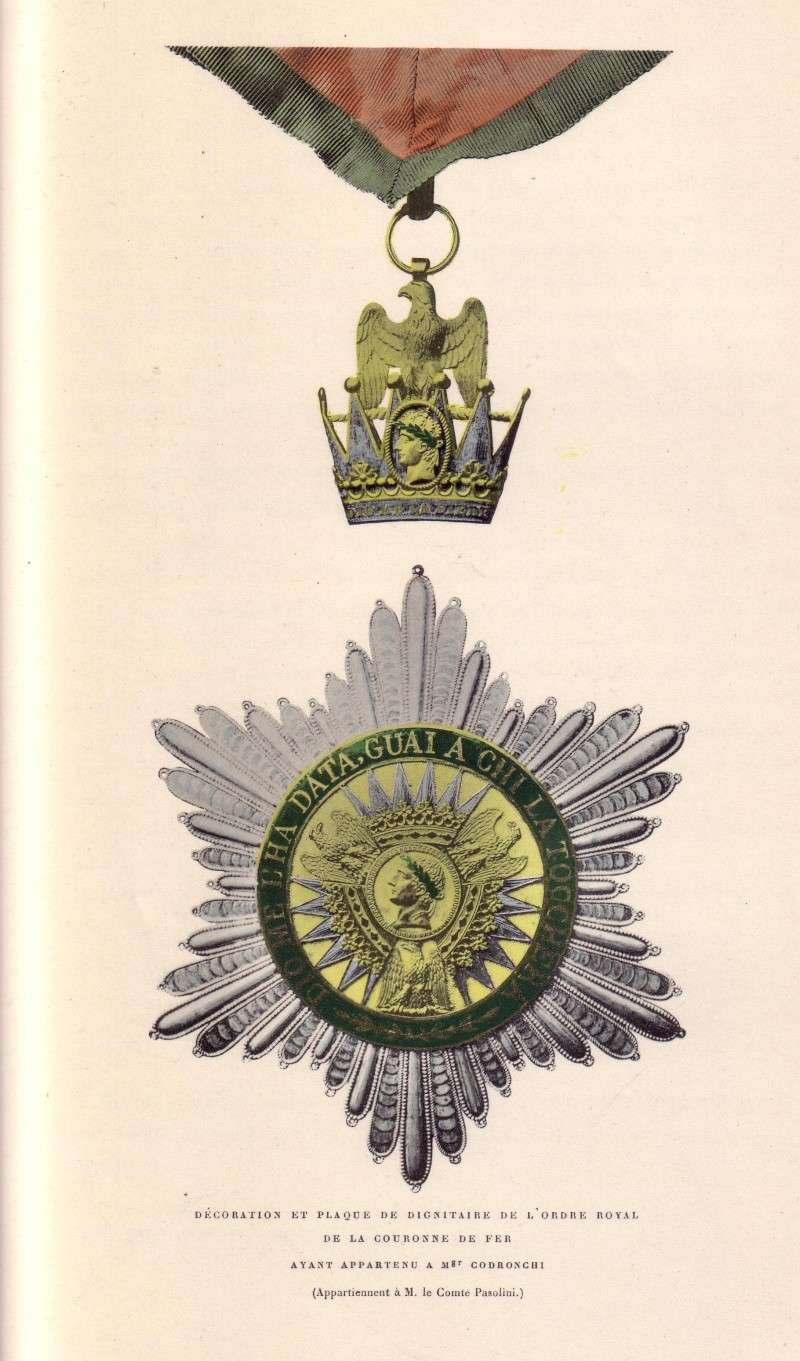
Décoration et plaque de dignitaire de l'ordre royal de la Couronne de fer ayant appartenu à Antonio Codronchi
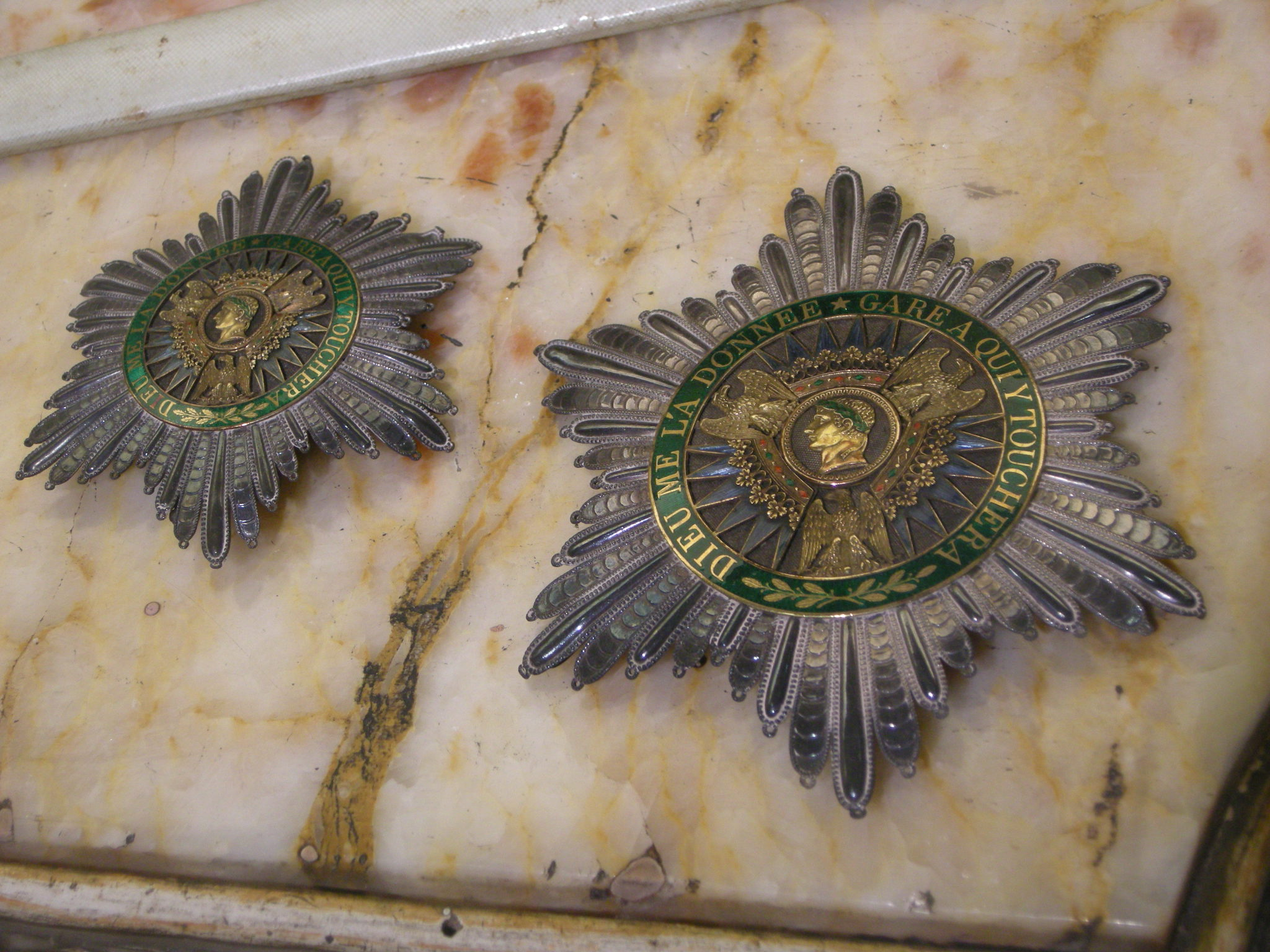
Plaques de dignitaire conservées au « musée du Tricolore (it) », Reggio d'Émilie
Les dignitaires portaient la décoration au cou
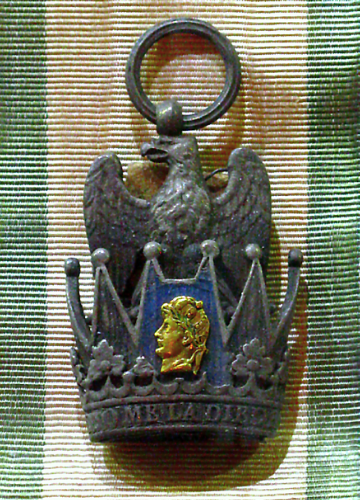
Insigne de chevalier, en argent émaillé (2e type à boules, modèle napoléonien)

Il était ainsi décidé du port des insignes de chaque grade :
- Dignitaires : port de la décoration en or, au cou et en baudrier, de l'épaule droite à la hanche gauche, ainsi que d'une étoile à huit pointes à prendre sur la poitrine gauche ;
- Commandeurs : port de l'insigne en or accompagné d'une rosace, attaché au côté gauche de la boutonnière ;
- Chevaliers : port de l'insigne en argent, attaché de la même manière.

|           |            |            |
| Ruban     |            |            |
| Chevalier | Commandeur | Dignitaire |

Ces couleurs ont été reprises par le prince-président Louis-Napoléon Bonaparte pour la médaille militaire française instituée en 1852.

## Grand-maître de l'Ordre
1. 1806–1814 : Napoléon Ier, empereur des Français ;

## Membres

### Dignitaires
- Le cardinal Caprara, archevêque de Milan.
- Le comte Codronchi, archevêque de Ravenne, grand aumônier du Royaume d'Italie, sénateur.
- Francesco Melzi d'Eril, comte de Magenta, duc de Lodi, chancelier, Garde des Sceaux de la Couronne, sénateur.
- Antonio Litta Visconti Arese, comte Litta, Grand chambellan, sénateur.
- Le comte Carlo Caprara, Grand écuyer, sénateur.
- Le comte Fenaroli, Grand-maître du palais (Grand majordome, 9 mai 1805-1814), sénateur.
- Le comte Marescalchi, ministre des Relations extérieures, chancelier de l'Ordre.
- Le général-comte Pino, premier capitaine de la Garde royale.
- Le comte Prina, ministre des Finances, sénateur.
- Le comte Antonio Veneri, ministre du Trésor public, sénateur.
- Le comte Aldini, ministre secrétaire d'État, trésorier de l'ordre.
- Le comte Luosi, Grand juge, ministre de la Justice.
- Le comte Costabili Containi, Intendant général de la Maison Royale, sénateur.
- Le comte Giovanni Paradisi, président ordinaire du Sénat d'Italie.
- Le comte Moscati, préteur du Sénat.
- Marzio Mastrilli, marquis de Gallo, ministre des Relations extérieures du royaume de Naples.
- Le comte Bovara, Ministre des Cultes, sénateur.
- Le comte Arborio de Breme, sénateur.
- Eugène de Beauharnais, vice-roi d'Italie.
- Joseph Bonaparte, roi des Espagnes, Grand Électeur.
- Louis Bonaparte, roi de Hollande, connétable de l'Empire.
- Joachim Murat, roi « des Deux Siciles », Grand-amiral.
- Jérôme Bonaparte, roi de Westphalie.
- Camille, prince Borghèse.
- Le maréchal Berthier, prince de Neuchâtel et Valangin, prince de Wagram et vice-connétable.
- Le maréchal Bernadotte, prince de Pontecorvo, futur roi de Suède (beau-frère de Joseph Bonaparte).
- Le maréchal Augereau, duc de Castiglione.
- Le maréchal Masséna, prince d'Essling et duc de Rivoli.
- Le maréchal-comte Sérurier, sénateur, gouverneur des Invalides.
- Francesco, prince Aldobrandini Borghese.
- François de Beauharnais.
- Le  Général de Lariboisière.
- Le comte de Lauriston, général de division.
- Le comte Sorbier, général de division.

### Commandeurs
- Le comte Antoine François Andréossy, général de division.
- Le comte Marc-Antoine Bonnin de La Boninière, général de division.
- Le comte Augustin Daniel Belliard, général de division.
- Le  Comte Michel Ordener, général de division, premier écuyer de l'Impératrice Joséphine.
- Le maréchal Jean-Baptiste Bessières, duc d'Istrie, Colonel général de la Garde impériale ;
- Guillaume Marie-Anne Brune, maréchal d'Empire.
- Le comte François de Chasseloup-Laubat, général de division.
- Le baron Claude Dallemagne, général de division.
- Le comte Louis Friant, général de division.
- Le comte Pierre-Augustin Hulin, général de division, commandant la première division militaire.
- Jean-Andoche Junot, duc d'Abrantès, colonel général des Hussards, gouverneur de Paris.
- Le maréchal François Christophe Kellermann, duc de Valmy.
- Le comte Jean Le Marois, général de division, aide de camp de S. M. l'Empereur.
- Le comte Augustin de Lespinasse, sénateur.
- Le maréchal Auguste-Frédéric-Louis Viesse de Marmont, duc de Raguse.
- Le comte Sextius Alexandre François de Miollis, général de division.
- Georges Mouton, comte de Lobau, général de division, aide de camp de S. M. l'Empereur.
- Le comte Antoine-Guillaume Rampon, général de division, sénateur.
- Le comte Nicolas Marie Songis des Courbons, général de division, sénateur, inspecteur général de l'artillerie.
- Le comte Jean Antoine Verdier, général de division.
- Le maréchal Claude-Victor Perrin, duc de Bellune, commandant le 10e corps de la Grande Armée.
- Le baron Martin Vignolle, général de division.
- Le comte Frédéric Henri Walther, général de division, commandant les Grenadiers à cheval de la Garde impériale.
- Gérard Christophe Michel Duroc, duc de Frioul, général de division, grand maréchal du palais.
- Jean-Baptiste Nompère de Champagny, duc de Cadore, ministre des Relations extérieures.
- Le comte Antoine Marie Chamans de Lavalette, conseiller d'État.
- Le comte Emmanuel de Grouchy, général de division, colonel général des chasseurs à cheval.
- Le comte Marie François Auguste de Caffarelli du Falga, ministre de la Guerre du Royaume d'Italie.
- Le maréchal Jean Lannes, duc de Montebello et prince de Sievers ;
- Le général Henri Gatien Bertrand, comte de l'Empire ;
- Le maréchal Michel Ney, prince de la Moscova et duc d'Elchingen ;
- Le maréchal-comte Nicolas Charles Victor Oudinot, duc de Reggio.
- Le maréchal-comte Louis-Gabriel Suchet, duc d'Albufera.
- Martin Michel Charles Gaudin, duc de Gaète, ministre français des Finances.
- Horace Sébastiani, comte de La Porta et de l'Empire, général et ambassadeur à Constantinople.
- René Savary, duc de Rovigo, général et ministre de la Police.
- Antoine Charles Louis de Lasalle, comte de l'Empire, général.
- Le général Claude Henri Belgrand de Vaubois, gouverneur militaire de Malte.
- Édouard Mortier, duc de Trévise, commandant de la Vieille Garde.
- Jean-Jacques Régis de Cambacérès, duc de Parme, prince-archichancelier de l'Empire.
- Prince Borromeo.
- Carlo Visconti di Modrone, duc de Visconti
- Le général-marquis Amilcare Paulucci delle Roncole.
- Le comte Cesare Ceccopieri
- Le comte Giovanni Giacomo Trivulzio
- Le comte Giovanni Martinengo
- Le comte Palatino Calini ;
- Le comte Luigi Porro Lambertenghi
- Le comte Paolo Pola
- Le baron Andrea Bellerio
- Le baron Giacomo Filippo de Meester Hüyoel (it)
- Le noble Lambertenghi
- Le noble Bianchi d'Adda
- Le marquis Barbò Barbiano di Belgioioso d’Este
- Le noble Dandolo
- Le marquis Erba Odescalchi
- Le marquis Vincenzo Alfonso Fontanelli
- Le comte Alfredo Fè d'Ostiani
- Le marquis Teodoro Lechi

Catégories :
- - Grand dignitaire de l'ordre napoléonien de la Couronne de fer
  - Commandeur de l'ordre napoléonien de la Couronne de fer
  - Chevalier de l'ordre napoléonien de la Couronne de fer

## L'ordre autrichien
L'ordre fut restauré à Milan par l'empereur d'Autriche, roi du Royaume lombard-vénitien, en 1816.